# My Ghetto Report Card
My Ghetto Report Card è il nono album del rapper statunitense E-40. Pubblicato il 14 marzo del 2006, l'album è distribuito dalla Warner Bros., la BME e la Asylum Records. Partecipano, tra gli altri, gli Underground Kingz e T-Pain.
My Ghetto Report Card riceve generalmente recensioni positive da parte della critica specializzata, ottenendo un grande successo commerciale: arriva al terzo posto nella Billboard 200, inoltre è il primo e unico album di E-40 a raggiungere la prima posizione sia tra gli album rap sia nella classifica degli album R&B/Hip-Hop di Billboard. Il 25 agosto 2006 l'album è certificato disco d'oro dalla RIAA. È considerato dalla critica un album crunk e hyphy, termine contestualizzato come «versione West Coast del crunk», nonostante etichettare l'album di E-40 come un disco crunk possa essere ritenuto discutibile.
| Recensione           | Giudizio   |
| -------------------- | ---------- |
| AllMusic             | [ 8 ]      |
| Robert Christgau     | tre stelle |
| Entertainment Weekly | B+         |
| The Guardian         | [ 1 ]      |
| HipHopDX             | [ 2 ]      |
| Okayplayer           | [ 10 ]     |
| RapReviews           | [ 5 ]      |
| Rolling Stone        | [ 3 ]      |
| USA Today            | [ 4 ]      |

## Tracce
1. Yay Area – 3:48 (testo: Ishmael Butler, Thomas Jackson, Earl Stevens, Ricardo Thomas, Mary Ann Vieira – musica: Rick Rock)
2. Tell Me When to Go (featuring Keak Da Sneak) – 4:01 (testo: Darryl McDaniels, Russell Simmons, Joseph Simmons, Jonathan Smith, E. Stevens, Charles Williams – musica: Lil Jon)
3. Muscle Cars (featuring Keak Da Sneak & Turf Talk) – 4:02 (testo: Demar Bernstein, Smith, E. Stevens, Williams – musica: Lil Jon)
4. Go Hard or Go Home (featuring The Federation) – 3:53 (testo: Anthony Caldwell, Jackson, Marvin Selmon, Thomas, E. Stevens – musica: Rick Rock)
5. Gouda (featuring B-Legit and Stressmatic) – 5:03 (testo: Jackson, Brandt Jones, Thomas, E. Stevens – musica: Rick Rock)
6. Sick Wid It II (featuring Turf Talk) – 3:28 (testo: Bernstein, E. Stevens, Earl Stevens, Jr. – musica: Droop-E)
7. JB Stomp Down (Skit) – 0:19
8. They Might Be Taping – 3:55 (testo: Thomas, E. Stevens – musica: Rick Rock)
9. Do Ya Head Like This – 4:45 (testo: Thomas, E. Stevens – musica: Rick Rock)
10. Block Boi (featuring Miko & Stressmatic) – 3:46 (testo: Jackson, E. Stevens, Marvin Whitemon, Miko Your – musica: Studio ToN)
11. White Gurl (featuring UGK & Juelz Santana) – 4:23 (testo: Chad Butler, Gary Cooper, Bernard Freeman, LaRon James, Joseph Malloy, Rudy Sheriff, Smith, E. Stevens, William Stroman – musica: Lil Jon)
12. GetTheFuckOn.com Pt. 1 (Skit) – 1:16
13. U and Dat (featuring T-Pain & Kandi Girl) – 3:22 (testo: Alphonzo Bailey, Kandi Burruss, Faheem Najm, Smith, E. Stevens – musica: Lil Jon)
14. I'm Da Man (featuring Mike Jones & Al Kapone) – 4:07 (testo: Bailey, LaMarquis Jefferson, Micheal Jones, Craig Love, Smith, E. Stevens – musica: Lil Jon)
15. Yee (featuring Too $hort & Budda) – 4:33 (testo: Brandon Medlock, Todd Shaw, Smith, E. Stevens – musica: Lil Jon)
16. GetTheFuckOn.com Pt. 2 (Skit) – 1:05
17. Just Fuckin' (featuring Bosko) – 4:15 (testo: Bosko Kante, E. Stevens – musica: Bosko)
18. Gimme Head (featuring Al Kapone & Bosko) – 6:01 (testo: Bailey, Kante, Love, James Phillips, Smith, E. Stevens – musica: Lil Jon)
19. She Say She Loves Me (featuring 8Ball & Bun B) – 5:18 (testo: Butler, George Clinton, William Collins, Cooper, Freeman, Jefferson, Love, Garry Shider, Smith, Premro Smith, E. Stevens – musica: Lil Jon)
20. Happy to Be Here (featuring D.D. Artis) – 3:29 (testo: Kante, E. Stevens – musica: Bosko)

## Classifiche settimanali
| Classifica (2006)         | Posizione massima |
| ------------------------- | ----------------- |
| Stati Uniti               | 3                 |
| US Top R&B/Hip-Hop Albums | 1                 |
| US Top Rap Albums         | 1                 |